# إد ميرفي (لاعب كرة قاعدة)
إد ميرفي (بالإنجليزية: Ed Murphy)‏ هو لاعب كرة قاعدة أمريكي، ولد في 22 يناير 1877 في أوبورن في الولايات المتحدة، وتوفي في 29 يناير 1935 في ويدسبورت في الولايات المتحدة.

## وصلات خارجية
- إد ميرفي على موقعبيزبول رفرنس.كوم (الدوري الرئيسي) (الإنجليزية)
- إد ميرفي على موقعبيزبول رفرنس.كوم (الدوري الثانوي) (الإنجليزية)